# Ixodes tovari
Ixodes tovari är en fästingart som beskrevs av Cooley 1945. Ixodes tovari ingår i släktet Ixodes och familjen hårda fästingar. Inga underarter finns listade i Catalogue of Life.